# Mira Brandts Buys
Miranda Brandts Buys is een personage uit de Nederlandse soapserie Goede tijden, slechte tijden. De rol werd in seizoen zes, zeven en acht gespeeld door actrice Anja Winter.

## Levensverhaal
Miranda oftewel Mira, zoals ze doorgaans kortweg genoemd wordt, werkt als advocate en bezoekt net als Robert Alberts en Suzanne Balk een congres. Vrouwenverslinder Robert is geïnteresseerd in Mira en weet haar het bed in te krijgen. Robert is op dat moment nog getrouwd met Laura Selmhorst. Mira gaat aan de slag als juriste bij AA&F, het bedrijf waar Robert mede-eigenaar van is. Er ontstaat een gepassioneerde affaire. Mira en Robert spreken vaak af op kantoor en ze besluit zelfs te scheiden van haar man Dirk Cramers. Wanneer Laura op een dag onverwachts op kantoor komt, treft ze het stel aan. Laura is woest. Robert beseft dat hij verder wil met Laura. Mira wordt aan de kant gezet. Ze verlaat Meerdijk.
Kim Verduyn en haar broer Julian willen na de dood van Sylvia Merx op zoek gaan naar hun biologische moeder. Ze schakelen de hulp in van Laura, die als advocate veel contacten heeft. Laura gaat op onderzoek uit en ontdekt dat Mira de moeder van Julian en Kim is. Omdat Laura haar niet weer terug wil zien, vertelt ze Julian en Kim dat ze hun moeder niet heeft kunnen vinden. De leugen van Laura wordt op een gegeven moment onthuld. Julian stelt hun moeder nietsvermoedend voor aan kim, Laura en Robert. Mira vertelt dat haar vader Oscar wilde dat de kinderen ter adoptie werden afgestaan. Er werd contact gezocht met Gerda Verduyn, want zij heeft voor een geldbedrag de kinderen ter adoptie afgestaan op haar naam. Kim is geïnteresseerd in haar leven en besluit haar grootvader te bezoeken. Miranda heeft dit liever niet. Uiteindelijk ontdekt Kim dat Julian het resultaat is van een verkrachting door Oscar. Kim daarentegen is het resultaat van Mira en haar jeugdliefde Felix Wessels, maar op verzoek van Mira besluit Kim niet te zoeken naar haar biologische vader.
Wanneer het incestverleden langzaam naar de achtergrond verdwijnt, vestigt Mira zich in Meerdijk. Ze kan het goed vinden met de adoptievader van Kim, Jef Alberts. Jef heeft nog niet zo lang geleden zijn vrouw Sylvia verloren. Jef en Mira krijgen een relatie, waar Kim in het begin fel op tegen is. Ze wil niet dat haar moeder de plek van Sylvia inneemt. Mira heeft moeite om zich als een goede moeder te gedragen. De relatie met Jef raakt ook in een dip. Mira beseft dat haar incestverleden haar te veel beschadigd heeft en besluit Meerdijk te verlaten.